# 市谷船河原町
市谷船河原町（日语：／ Ichigaya-funagawaramachi */?）是東京都新宿區的町名。不設丁番。未實施住居表示。2013年8月1日為止的人口有170人。郵遞區號162-0826。

## 地理
位於新宿區東北部。北鄰若宮町，東北與神樂坂之間以外堀通為界，東與千代田區富士見之間以外濠為界，南通市谷田町，西接市谷砂土原町。逢坂往上可接市谷砂土原町三丁目、払方町，是元祖山之手地區的住宅地。市谷船河原町是位在飯田橋站與市谷站之間的外堀通旁，外堀通沿線高樓林立。

## 歷史
原來住在平川門內的居民在江戶築城時移往牛込門內，後江戶城擴張時遷移至此（角川地名大辞典）。

### 地名由來
傳聞船河原是指在卸貨河岸（揚場町）卸貨後，空船停泊的河岸（河原）。另一說是船河原是舊平川村停泊江戶灣船隻的地方。江戶城築城後遷至此地，沿用「船河原」的地名。　

## 交通
町域內沒有鐵路車站，可利用飯田橋站與市谷站。此外外濠旁的外堀通（東京都道405號外濠環狀線）通過本町。

## 設施
- 東京理科大學5號館、10號館、11號館
- 東京日法學院
- 家之光會館

## 備註
1. ↑  『角川日本地名大辞典 13　東京都』、角川書店、1991年再版、P872
2. ↑  .   [2013-08-09]. （原始内容存档于2014-08-19）.

## 外部連結
- 新宿區役所 （页面存档备份，存于）